# Marialy Rivas
Pour les articles homonymes, voir Rivas.
Marialy Rivas est une réalisatrice et scénariste chilienne.

## Filmographie
| année | film            | réalisatrice | scénariste | productrice | notes                      |
| ----- | --------------- | ------------ | ---------- | ----------- | -------------------------- |
| 1996  | Desde siempre   | Oui          | Oui        |             | documentaire               |
| 2000  | Smog            | Oui          | Oui        |             | long métrage               |
| 2010  | Blocks          | Oui          | Oui        |             | court métrage              |
| 2012  | Joven y alocada | Oui          | Oui        |             | long métrage               |
| 2015  | Melody          | Oui          |            | Oui         | court métrage documentaire |
| 2017  | Princesita      | Oui          | Oui        |             | long métrage               |